# Trận Castillon
Trận Castillon là một trận chiến diễn ra vào ngày 17 tháng 7 năm 1453 tại Gascogne gần thị trấn Castillon-sur-Dordogne (sau là Castillon-la-Bataille). Là một chiến thắng quyết định của Pháp, đây được xem như dấu chấm hết cho Chiến tranh Trăm năm. Người Anh mất tất cả vùng đất họ chiếm giữ được ở Pháp (trừ Calais) sau trận chiến này.

## Bối cảnh
Thuật ngữ "Chiến tranh Trăm năm" dễ gây hiểu nhầm, vì xung đột giữa Anh và Pháp trong thời kì 1337-1453 giống một chuỗi các cuộc chiến hơn là một cuộc chiến tranh kéo dài. Vì thế (các) cuộc giao tranh có thể được đánh giá theo góc nhìn về lợi thế cho mỗi bên theo nhiều giai đoạn. Sự phá bỏ hiệp ước Troyes khởi đầu cho giai đoạn cuối của Chiến tranh Trăm năm. Giai đoạn 1420-1453 này được Anne Curry gọi là "chiến tranh hiệp ước Troyes" nhằm giành quyền kiểm soát ngai vàng nước Pháp.
Sau khi vua Charles VII của Pháp chiếm giữ Bordeaux vào năm 1451, Chiến tranh Trăm năm đã bắt đầu có dấu hiệu kết thúc. Quân Anh chỉ còn tập trung chủ yếu vào việc tiếp viện cho vùng đất duy nhất mà họ còn nắm giữ, Calais, và canh giữ vùng biển. Tuy thế, sau ba trăm năm dưới vương triều Plantagenet, người dân Bordeaux xem họ là con dân của triều đình Anh và phái sứ giả đến vua Anh Henry VI với mong muốn ông tái chiếm vùng đất này.
Vào ngày 17 tháng 10 năm 1452, John Talbot, Bá tước xứ Shrewsbury đổ bộ vào Bordeaux với quân số 3000 người. Là một nhà quân sự đáng sợ và lừng danh, tương truyền rằng lúc đó Talbot đã bảy lăm hoặc tám mươi tuổi, nhưng có vẻ ông chỉ khoảng sáu mươi sáu. Cùng với sự trợ giúp của người dân Bordeaux, Talbot dễ dàng chiếm lấy thành phố vào ngày 23 tháng 10. Quân Anh sau đó nắm quyền kiểm soát hầu hết Tây Gascony trước khi hết năm 1452. Người Pháp biết rằng một cuộc chinh phạt đang đến gần, nhưng họ đã cho rằng nó sẽ đi qua Normandy. Sau bất ngờ này, vua Charles VII đã chuẩn bị lực lượng trong suốt mùa đông, và trước khi sang xuân ông đã sẵn sàng phản công.

## Chuẩn bị
Charles xâm chiếm Guyenne bằng ba đạo quân riêng rẽ, tất cả đều hướng đến Bordeaux. Talbot được thêm 3000 quân tăng viện từ đứa con trai thứ tư mà ông yêu thích, hầu tước Lisle. Quân Pháp bắt đầu bao vây Castillon vào ngày 8 tháng 7. Talbot chấp nhận lời thỉnh cầu của những người chỉ huy thành phố, từ bỏ ý định ban đầu là ngồi chờ quân cứu viện tại Bordeaux, và đem quân đi giải vây cho thành phố.
Quân Pháp được chỉ huy bởi một hội đồng, tuy vậy tướng chỉ huy pháo binh của Charles VII là Jean Bureau mới là người xếp đặt các doanh trại để tối đa hóa hỏa lực của Pháp. Trong khi bố trí phòng thủ, quân của Bureau đã tạo nên một khu pháo nằm ngoài tầm bắn của quân Castillon. Theo Desmond Seward, khu pháo này "gồm một hào sâu với một bức tường đất phía sau nó, được gia cố bởi các thân cây, điểm đặc biệt nhất là đường hình sóng khác thường của các rãnh và bờ đất, giúp các khẩu pháo có thể tấn công dọc theo bất kì kẻ tấn công nào". Khu pháo bao gồm 300 khẩu thuộc nhiều kích cỡ, được bảo vệ bởi một cái rãnh và các hàng cọc ở ba phía, cũng như bờ sông dốc của sông Lidoire ở phía thứ tư.
Talbot rời Bordeaux vào ngày 16 tháng 7. Ông đi cách xa đại bộ phận quân của mình và đến Libourne trước khi mặt trời lặn với chỉ 500 lính bộ binh và 800 cung thủ cưỡi ngựa. Ngày hôm sau, đạo quân này đánh bại một phân đội nhỏ cung thủ đồn trú tại một tu viện gần Castillon. Mặc dù ý định ban đầu là chờ quân tiếp viện, Talbot thúc ép đạo quân của ông tiến đến doanh trại Pháp, tin rằng quân tiếp viện sẽ tới sớm.

## Trận chiến chính
Cùng với sĩ khí được tăng cường nhờ chiến thắng tại tu viện, Talbot cũng tiến công vì có tin báo rằng quân Pháp đang rút lui. Tuy nhiên, đám bụi từ doanh trại mà những người dân ở thành phố tưởng là của một cuộc rút chạy được tạo bởi quân hậu cần cho trại, họ rời đi cho trận chiến sắp diễn ra.
Quân Anh tiến lên, nhưng họ chạy thẳng vào lực lượng đông đủ của quân Pháp. Dù bị áp đảo quân số trong tình huống hiểm nghèo, Talbot vẫn ra lệnh cho quân lính tiếp tục chiến đấu. Sử gia A. J. Pollard cho rằng thái độ có vẻ liều lĩnh của Talbot có thể bắt nguồn từ việc "lòng tự hào và danh dự của ông ta đang đứng bên bờ vực vì ông đã lỡ ra lệnh cho quân mình bước vào trận chiến rồi mới phát hiện ra thực lực của quân Pháp". Là người Anh duy nhất vẫn còn cưỡi ngựa trong trận, ông cũng không mặc áo giáp vì những giao ước trước đó với quân Pháp khi ông được phóng thích ở Normandy.
Theo David Nicolle, bản thân trận chiến đã "rất đặc trưng cho thời kì này" với một lực lượng quân Pháp phòng thủ trận địa vững chắc và các cuộc đấu súng cầm tay. Theo nhiều cách, đây là phiên bản ngược của trận Crécy. Các khẩu pháo của Pháp tiêu diệt phần lớn quân thù tiến công. Ghi chép cho rằng mỗi phát bắn giết sáu người một lúc. Quân tiếp viện của Talbot liên tiếp kéo đến chiến trường, nhưng chỉ để hứng chịu chung số phận. Dù tất cả mọi thứ tất cả đều chống lại quân Anh, trận đánh kéo dài hơn một giờ cho đến khi 1000 quân kị binh sinh lực Breton của Peter II, công tước Brittany phá vỡ cánh phải của quân Anh và khiến họ tháo lui.
Cuối cùng, quân Pháp truy kích quân Anh. Cả Talbot và con trai ông đều tử trận. Có một số tranh luận về tình huống chính xác dẫn đến cái chết của Talbot, nhưng có vẻ như ngựa của ông bị một vũ khí phóng giết chết, ông bị đám đông quân lính kéo xuống, và một cung thủ Pháp kết liễu Talbot bằng một cây rìu. Cái chết của Talbot, cùng với việc tái chiếm Bordeaux ba tháng sau đó, đã đưa Chiến tranh Trăm năm đến hồi cáo chung.

## Hậu quả
Cùng với cái chết của Talbot, sự cai trị của Anh ở Gascogne cũng tan rã và quân Pháp tái chiếm Bordeaux vào ngày 19 tháng 10 năm 1453. Tuy vậy cả hai phe đều không nhận thấy đầy đủ rằng thời kì giao tranh đã kết thúc. Trong sự nhận thức muộn màng sau đó, trận chiến rõ ràng là một điểm xoay chuyển lịch sử, và nó luôn được xem là dấu chấm hết cho thời kì có tên Chiến tranh Trăm năm.
Vua Anh Henry VI đã mất trí từ cuối năm 1453, điều dẫn đến sự bùng nổ Chiến tranh Hoa Hồng ở Anh. Một số người đặt giả thuyết rằng biết tin thất trận tại Castillon đã khiến Henry VI nổi điên. Vị vua Anh đã mất tất cả vùng đất tại lục địa ngoại trừ Calais, vùng đất cuối cùng Anh kiểm soát được tại vùng đất chính của Pháp, và Quần đảo Eo Biển, vốn là một phần thái ấp của Công tước Normandy cũng như thuộc sở hữu vương quốc Pháp. Calais cuối cùng về lại Pháp vào năm 1558. Quần đảo Eo Biển vẫn thuộc Anh cho đến nay. Sau kết thúc đầy tai họa trong Chiến tranh Trăm năm, bị suy yếu và khủng hoảng bởi thất bại này, người Anh không bao giờ dám tấn công Pháp mà không có sự hậu thuẫn của một liên minh mạnh mẽ.